# Хальмо
Ха́льмо (чук. Галгымо; 1895, с. Сешан, Анадырское окружное управление (по др. сведениям, Уэлен) — 1932, Уэлен, Чукотский национальный округ) — чукотский художник-косторез, один из основателей, первых художественных руководителей и мастеров Уэленской косторезной мастерской. Брат костореза Вуквутагина, отец резчиков Вуквола и Туккая.

## Биография
Хальмо родился в 1895 году в чукотском селе. Брат костореза Вуквутагина. Занимался охотой на морского зверя и резьбой по кости, слыл одним из первых силачей, лучших охотников и мастеров-косторезов в посёлке.
Искусство резьбы по кости передал сыновьям Туккаю и Вукволу. В 1928 году вёл занятия в косторезном кружке в уэленской поселковой школе.
В 1931 году вместе с братом Вуквутагином стал одним из основателей, первых художественных руководителей и мастеров Уэленской косторезной мастерской, заложивших основы современного косторезного и гравировального искусства Чукотки.
Работал в мастерской до конца жизни. Умер в Уэлене в 1932 году.

## Творчество
Работы Хальмо представляют вырезанные из моржового клыка сложные многофигурные скульптурные композиции, изображающие собачьи и оленьи упряжки, сцены охоты на песца и др. Помимо скульптурных произведений художник создавал декоративно-прикладные ажурные изделия — броши, цепи и др.

## Наследие
В 1937 году работы мастера экспонировались на выставке «Народное творчество» в Государственной Третьяковской галерее.
Работы Хальмо находятся в Сергиево-Посадском государственном историко-художественном музее-заповеднике, частных коллекциях и др.

## Комментарии
1. 1 2  В разных источниках фигурируют разные места рождения Хальмо: в монографии Т. Б. Митлянской — с. Сешан (Митлянская, 1976, с. 197); в других источниках — Уэлен (Бронштейн, Карахан, Широков, 2002, с. 88)[1].
2. ↑  Первыми мастерами, стоявшими у истоков Уэленской косторезной мастерской, были  Хальмо, Аромке, Айе и Вуквутагин, позднее пришли Туккай и Вуквол[7].